# Conflitto del Nagorno Karabakh
Il conflitto del Nagorno Karabakh è stato, nel contesto dei conflitti post-sovietici, una seria di scontri fra l'Armenia, il Nagorno Karabakh e l'Azerbaigian, dopo il cessate il fuoco in vigore dalla fine della prima guerra del Nagorno Karabakh nel maggio del 1994. Questa regione, maggiormente popolata da armeni, fa ufficialmente parte della Repubblica sovietica azera, che poi diventerà la repubblica dell'Azerbaigian. Nel Settembre del 1991, la dichiarazione d'indipendenza degli armeni del Nagorno Karabakh, che costituiscono la nuova Repubblica dell'Artsakh, provoca la prima guerra tra il 1992 e il 1994, segnata da una vittoria militare armena.
Nonostante il cessate il fuoco del 1994, le tensioni persistono fra i due paesi riguardo all'enclave etnica del Nagorno Karabakh, in particolare con gli attacchi dell'esercito azero sulla regione, che degenera talvolta in conflitti armati.
Tra il 1994 e il 2016, la situazione nella regione rimane relativamente invariata, nonostante alcuni scontri militari (in particolare negli 1999, 2000, 2003,  2008, 2010, 2012 e 2014). Per la prima volta dal 1994, una guerra in pieno titolo si svolge tra l'Armenia e l'Azerbaigian nel Nagorno Karabakh con la guerra dei quattro giorni nell'aprile 2016, con un esito immutato. Questa guerra aprirà una strada ad un periodo di tensioni militari più intense fra i due Paesi, con nuovi scontri su piccola scala nel 2018, e poi la seconda guerra del Karabakh nel 2020, segnata da una vittoria militare azera, e che probabilmente è la più decisiva nella situazione attuale.
Dopo la guerra, altri scontri militari di larga scala si succedono, nel 2022 e poi nel 2023, dopo il blocco del Nagorno Karabakh operato dalle autorità azere contro i civili armeni, portando alla dissoluzione della Repubblica dell'Artsakh alla fine del 2023.